# リクドウ
『リクドウ』は、松原利光による日本の漫画。『週刊ヤングジャンプ』（集英社）にて、2014年20号から2019年25号まで連載された。
悲惨な生い立ちの少年がある事件をきっかけにボクシングの道を進むこととなるボクシング漫画。青年漫画らしく暗く重い展開が多いのが特徴。

## あらすじ
芥生リクは、父親が借金を苦に自殺した後に母親に引き取られるも、母の愛人のヤクザから虐待され、正当防衛とはいえ彼を殺める。これを理由にリクは児童養護施設へ引き取られるが、その矢先、施設でも自らを気にかけてくれた施設の職員を目の前でヤクザに強姦される。このとき取り立て屋の元ボクサー・所沢の拳に助けられたリクは、強い拳を求めボクシングを始めることを決意。かつて所沢が所属していたボクシングジムの門を叩き、壮絶なボクサー人生を歩むこととなる。

## 登場人物
登場人物の名前には植物に関する言葉が付いていることが多い。

### 主要人物
芥生 リク（あざみ リク）
本作品の主人公。銀髪の少年。一人称僕。物語開始時10歳。父親は多額の借金を抱えており、母親は家を出てヤクザの愛人となって薬物中毒という悲惨な家庭環境で育ち、以前より父親に虐待を受け続けていた。父親が借金を苦に自殺した時、借金取りに来ていた所沢と出会う。その後、母親と過ごそうと考えるも、母親の愛人のヤクザ・葉桜に暴行を受けたところを返り討ちにし、殺害。情状酌量を受け児童養護施設に預けられることになるが、自身を気にかけてくれていた施設の職員・江原がヤクザにレイプされるという事件が起き、所沢に救われる。所沢の「拳」に憧れ、「自分の拳」を得るべく所沢の紹介で馬場拳闘ジムに入会。そして高校在学中にプロ試験を受け合格。プロボクサーへの道を進むこととなる。
階級はライト級でサウスポー、華奢な体格に似合わずハードパンチャーでありカウンターパンチを得意とする。スピードやテクニックの面でも成長していくが、最大の持ち味は幼少期の虐待により身に付いた危険察知能力と急所への当て勘であり、馬場が授ける捨て身の策と持ち前の闘争心で窮地をひっくり返していく。
基本的な性格は穏やかかつ純朴で思いやりがあり、施設に入所してからは周囲の園児とも打ち解けていくが、前述の江原の一件以降は強くなりたいと願うと同時に閉鎖的になり、性行為に強いトラウマを抱え、ユキの想いになかなか応えられずにいる。現在は感情や表情を表に出さず、あまり他人に干渉しないが、ボクシングを教えてくれた所沢には強い憧れと肉親以上の信頼を寄せている。そのため、所沢が所持していたOPBFのベルトを目標にしているが、対戦相手に非情になれない癖があり、世界を目指さない目標の中途半端さをしばしば指摘されている。ルックスは良いものの、高校では「人殺し」と呼ばれクラスメイトから徹底的に避けられていた。母親は目の前で愛人を殺したリクを恐れるため未だに和解できていない。自身を「虫ケラ」と呼ぶほどに自己評価が低く自信を持ったことがないが、「強くなって自分をやり直したい」という強迫観念から求道的にボクシングに取り組む。プロデビュー後は、試合を通じてボクシングそのものへの歓びを見出していく。高校卒業後は清掃会社に就職し社員寮でユキと同棲を始め、会社の先輩らに後援会も立ち上げてもらうことになる。三原の意思を継ぐ形で、現在は柳が持つ日本チャンピオンベルトを目標に据えている。
所沢 京介（ところざわ きょうすけ）
リクの父親の借金取りをしていた元ボクサーのヤクザ。リクの憧れの相手であり、ボクサーを志すきっかけとなった人物。 現役時代はOPBFチャンピオンで、同タイトルを5度に渡り防衛し“鬼の拳”と呼ばれていた。左目の辺りの鈎付き十字型の傷痕はOPBFの防衛戦で対戦した兵藤秋人に刻まれたもので、ストレスを感じた時などに掻き毟る癖がある。
世界チャンピオンも視界に入るほどの実力者であったが、なぜかベルトを返上して引退した。その後拾われてヤクザになり、問題を起こしながら組に貢献もして信望を集めていた。  借金の回収の際に出会ったリクと出会い、ボクシングの才能を見出して気にかけるようになった。リクが葉桜を殺害して保護された際に訪ねて指導を施し、葉桜の復讐のためリクと江原が襲われた際にも居合わせて救出した。その後、リクをかつて所属した馬場拳闘ジムに紹介し、自宅に招き入れるなど7年に渡り父親代わりのような立場で見守っていたが、プロデビューを機にリクのキャリアを慮って関係を断った。
かつての師である馬場に対しては信頼と恩義を感じているようで、ボクサーとして育てるためにリクを預けたのみならず、リクの素質がジムを立て直す可能性に繋がると考えた面もある。
リクとの関係を断った後も、試合観戦に訪れたり、馬場を訪ねて指導方針に意見するなど陰ながら見守り続ける。その後、殺人事件を起こした子分を庇い逮捕された際、ボクシングへの情熱を捨て切れない己の本心に気付く。A級ライセンスに昇格し高校も卒業したリクの成長を確かめた後、ヤクザ稼業から足を洗い、トレーナーとしてボクシング界への復帰を目指している。
馬場 進司（ばば しんじ）
馬場拳闘ジムの会長。風俗店が建ち並ぶ荒れた裏通りにジムを構えている。素質のないボクサーを育てることに疲れ、所沢の引退を機にジムを閉鎖し、酒浸りの荒れた生活を送っていた。所沢に紹介されたリクの入会も最初は断ったが、彼の気迫を見て入会を認め、その後、正式にジムを再開した。指導者としての腕は確かだが、選手をしごく指導法で潰された選手も数多く、時代遅れと揶揄されている。
選手に対しても苛烈な態度を見せ、セコンドとして命すら危険に晒すような指示を出すが、リクの就職を世話したり私生活を気にかけたりする面もある。リクの素質を評価し、「自分もリクを利用しているがリクも自分を利用している」とある意味対等の存在として扱っている。
ビジネスの才覚はなく、借金を抱えながらジムを運営している状況にある。一度ジムを閉める前から資金力や政治力は弱かったようで、満足なマッチメイクができず柳に去られる原因にもなった。自分を裏切った柳を恨んでいるが、柳の素質と自分が仕込んだボクシングは高く買っている。
苗代 ユキ（なえしろ ユキ）
リクの幼馴染で彼と同じ児童養護施設で生活している少女。幼少期に両親と死別したことにより天涯孤独の身となり、施設に入居する。登場初期はツインテールの髪形をしていたが、高校3年への進級を機に下ろしたロングヘアーに変えている。施設の子供たちからは「ユキ姉」、馬場をはじめ一部の人物からは「苗ちゃん」と呼ばれている。リクと同じ高校に通っており、彼と同じ施設で生活していることから「人殺しの同居人」と呼ばれ、いじめを受けている。卒業後は介護士になるために看護専門学校に通いながら、リクの社員寮で同棲生活を送る。
大人しい性格だが芯の強い性格。幼少時からリクに一途な想いを寄せており、彼と一緒にいたいと思うあまり里親の依頼を全て断っていた。しかし、彼からは素っ気ない態度を取られている。リクのボクサー活動には否定的だったが、徐々にリクにとってボクシングが必要であることを受け入れ、応援するようになっていく。思春期らしい異性への興味を抱いているが、リクが求めているのが異性ではなく「家族」であることを察するがゆえ、肉体関係には至っていない。
対戦型格闘ゲームが得意で、初プレイにもかかわらず地区大会1位の腕前を持つ馬場をあっさりと負かした。

### ボクサー
兵動 楓（ひょうどう かえで）
元世界王者の父を持つ高校生ボクサー。兵動ジム所属。褐色の肌をした長髪の青年で、飄々として掴みどころがない性格。高校国体で3冠を果たすなど、父親譲りの才能を遺憾なく発揮し、世界を狙える逸材としてアマチュアボクシング界に君臨し一身に注目を浴びる存在。通算戦績でのKO率は9割と非常に高く（全40勝中36KO）、そのファイトスタイルは顔面をノーガードにしながらリズムを取り、スウェー・ダッキングなどの崩れた体勢からでも強打が出せるという“変則型”であり、まるで舞を踊っているかのような優美ささえ感じるその動きは、ジムの練習生も手を止めて刮目するほどである。先輩ボクサーである椿からも「何階級制覇も可能な器」と高い評価を受けている。リクのデビュー戦を見て強い興味を示し、彼と東日本新人王トーナメントで対決すべく、あえてアマチュア戦績を抑えてC級でプロデビューを果たす。
産褥で母親の死の原因となったため、幼少期より実父の秋人から度重なる虐待を受けて育ち、その痛みや恐怖を「パンチを受けることに楽しみを見出す」という歪んだ形で克服している。ある種のマゾヒスト性の表れなのか、興奮すると指のささくれを歯で毟る奇妙な癖がある。秋人には敬愛と恐怖、軽蔑が入り混じる複雑な感情を抱く。「笑って死にたい」という渇望を抱き、常に笑みを浮かべているが、心には死と痛みへの恐怖がこびりついている。  秋人を下し引退に追い込むことになった所沢を「殴られた人をも輝かせる拳」として憧れており、リクに執着するもの所沢に通じるものを感じたためである。
東日本新人王トーナメント2回戦におけるリクとの念願の対決の際は、「リクの拳を味わう」ためにパンチを受けながらもリクを圧倒する。試合の中でリクが人を殺した過去を持つことを察し、その拳に乗る「蜜」を味わって生の実感を得ようとするが、死闘の果てにリクを病院送りにしながらも敗北。しかし、これをきっかけに父親の精神的支配から脱し始める。現在では、リクとの再戦を期してキャリアを積みつつ、父親の元を離れる区切りとして日本王座の獲得を目指している。
MAGNUMが主催した特別試合でリクと再会。トーナメントの第一試合では日本ランク上位の嵐山を相手に、試合開始18秒で1RTKOを決める。その際、日本一になった暁には父と決別することを心に誓う。
菊池 勝也（きくち かつや）
リクのデビュー戦の相手となったライト級プロボクサー。30歳。妻子持ち。元ウェルター級でハードパンチが持ち味。通算戦績は1勝4敗とプロとして後がなく、リクとの試合に懸ける意気込みも相当なものであった。また、息子である丈（たける）との「父子の姿」は、父親から虐待を受けて育ったリクに羨望を与え、彼に「他人を殴ること」への迷いを生じさせることとなった。1Rは優勢に試合を進めたが、敗北への恐怖感により覚醒したリクの前に2R早々KO負けを喫する。
三瀬早 翼（みせはや つばさ）
リクのクラスメイトで、高校生ボクサー。高校国体4位の実力を持ち、動き回りながら素早いジャブを突き続けて相手に手を出させないアマチュア仕込みの打たせず打つスタイルが持ち味。スポーツ・学業ともに成績優秀でクラスの人気者だが、幼少期から何をやっても上手くこなせることから自己陶酔の激しい性格となり、心の中では友人を含め周囲の人間を徹底的に見下している。楓とは中学生時代に対戦したことがあり、彼に辛酸を舐めさせられていたことから後を追って自身もプロデビューを果たす（しかし、彼からは存在を忘れられていた）。馬場の働きかけにより、デビュー戦でリクと対戦することとなった。リクを鼻つまみ者にする級友たちの声援を受け、また予め対戦の条件としてリク陣営に根回しをしていたこともあって1Rは圧倒するが、2Rに入って馬場の意図通りに覚醒したリクから猛烈なラッシュを浴びKOされ、惨敗する。その際に失禁しながらのダウンという醜態を晒し、ショックのあまり直後に転校手続きをして学校から逃げ去るように姿を消した。
石蕗 幸次（つわぶき こうじ）
ライト級プロボクサー。東日本新人王トーナメント1回戦におけるリクの対戦相手。元はキックボクサーで、打たれ強さとパワーが持ち味。頭髪の生え際は少し後退している。普段は建設現場作業員として働いているが、両親の遺した多額の借金返済に追われ極貧生活を余儀なくされている。また、恋人の葵は風俗嬢をしており、それをネタに職場の同僚からも軽視され手酷い扱いを受ける。そんな己の窮状を打破するにはボクシングで成り上がるしかないと考えており、鬱屈した思いを秘めハングリー精神を研ぎ澄ませて努力を重ねている。キックから転向して日が浅くファイトスタイルは荒削りであったが、借金の取り立てに度々訪れていた所沢の“指導”を受けその弱点を克服し、リクとの一戦に臨む。試合では初っ端にダウンを喫したものの、徐々に持ち前のタフネスぶりを発揮しリクを追い詰め、彼の弱点である「ボディーの弱さ」を突きダウンを奪い返す。最終3Rでは壮絶な打ち合いを演じるが、リクにパンチを繰り出す際の呼吸を読まれたことで決定的なカウンターを喰らってしまいダウンする。なおも闘志は衰えず立ち上がったものの、その後は一方的に打たれる展開となり、最後は遠のく意識の中で“もう詰んでいた”己の半生を述懐しつつ、リングに崩れ落ちた。
椿 和馬（つばき かずま）
兵動ジム所属のプロボクサー。楓の先輩で、現日本ライト級チャンピオン。クールな性格をしており常時ポーカーフェイス。己の実力に絶対的な自信を持っており、会見ではビッグマウスも放つ。アレルギー持ちで花粉症などに悩まされているが、猫が好きという一面がある。そのパンチの切れ味から『ジャックナイフ』の異名で呼ばれ、相手の攻撃を巧みに誘い、繰り出す手を読んで緻密に動くカウンター戦法を得意とする。「客を喜ばせる試合をするのがプロ」という信条を持ち、後輩の楓のことは高く評価しているが、刹那的なボクシングをするリクのことは全く評価していなかった。だが、両者の壮絶な試合を観た後でその考えを改め、リクにも一目置くようになり、三原を介して合同合宿に誘う。そこでのスパーリングでは実力の違いを見せつけリクに完勝するが、その素質を認め、スーパーフェザー級に階級を変えて兵動ジムに移籍することを勧める。しかし、所沢と同じOPBF王座に強いこだわりを持つリクからは断りを入れられた。その後、日本王座を返上しOPBFタイトルマッチに挑戦、1Rで相手を下し王座に輝く。
三原 雄一（みはら ゆういち）
兵藤ジム所属のプロボクサー。日本ライト級5位。気さくで剽軽な性格をしており、記者にリクを紹介しがてら、ちゃっかり自分を売り込むことも忘れない。先輩の椿を強く慕っているが、いわゆる“サラブレッド”である後輩の楓に対しては嫉妬を隠さない。所属ジムは違いながらも、何かとリクのことを気にかけている。楓戦前の、敵陣営であるリクの控室に、カメラ片手にインタビューを敢行しようとしたり、ダイエット中の苗代に「女は太ってた方がエロくていい」とセクハラめいた発言をするなど、ややデリカシーに欠ける一面もある。
ボクサーとして4年にわたり雌伏の時を過ごしてきたが、椿が日本王座を返上したことで挑戦権が回ってくることとなり、柳とのタイトルマッチに臨む。左目にダメージを負って視界を失い、ドクターストップの危機に立たされるが、観客席にいたリクの協力でチェックを潜り抜け試合を続行する。しかし、健闘虚しく敗れ、網膜剥離を患い引退に追い込まれることになった。
結果的に引退の原因となったリクに対しては、気持ちを汲んでくれたとして恨むどころか感謝しており、ボクシングに関わり続けるためにショックを乗り越えて馬場拳闘ジムに通い始める。兵藤ジムに義理立てしてスタッフ入りはしていないものの、リクの兄貴分として後援会をまとめサポートしている。
エドガルド・ガーベラ
菫（すみれ）ジムに所属する、新進気鋭の白人ボクサー。アメリカのスラム出身であり、『ブルドッグ』の異名を持つ。日本ライト級14位。デビューからの戦績は9戦9勝9KO。来日歴3年で、日常会話では関西弁を使う。普段は英会話講師の仕事をしている。子供受けの良い陽気な青年だが、その裏では欲望に忠実で抑圧された暴力性を持つ二面性のある性格。彼にとってのボクシングとは、その「暴力性」を開放するための捌け口でもある。リクと同じく左からのハードパンチを武器とし、圧力をかけながら前進してくるインファイター。その凶暴なまでのパンチの威力は、リクのそれを遥かに凌駕している。菫ジムが彼の売り込みのために“特別賞金100万円”を出して対戦相手を募集し、兵動秋人の暗躍もあってリクと対戦する運びとなる。スラムに居たころに殺人を犯した過去があり、本能でリクにも同じ匂いを嗅ぎ取り、一方的なシンパシーを口にする。また、リクの幼馴染であるユキに一目惚れをし、欲望のままに襲い掛かって強引に抱きすくめ、彼女にトラウマに近い恐怖心を植え付けた。これらの件から、リクは彼との一戦にこれまでにない「怒り」の感情を持って臨むこととなる。序盤はリクにペースを握られるが、ガーベラの放った空気摩擦が起こるほどの強烈なパンチにリクが本能的に恐れを抱いたことから形勢は逆転、1Rの最後は“相討ち”になったものの、リクの鼻骨をへし折り意識が飛ぶほどのダメージを与える。2Rはさらに凶暴性を増したガーベラが一方的に攻め立てるが、そのパンチの隙を見切った馬場の“合図”によってリクのカウンターパンチが決まり、ガーベラはダウンを喫する。その後、パンチをぶつけ合うアクシデントにより拳を痛め、そのうえ自分とリクとの「闘う理由」の決定的な違いを感じ取ったことから戦意を喪失しTKO負けを喫した。試合後にはリクを追いかけ睨みつけるが、そこでも眼力で圧倒され完全なる敗北を認める。
伏黒 一希（ふくろ かずき）
菫ジム所属のプロボクサー。プロでの戦績は8試合で6勝2敗（全て判定勝ち）。リクの逃した東日本新人王トーナメントを制し、ライト級15位にランクされる。職業は警察官で、三原の妹・ナズナの同僚でもある。普段は眼鏡を掛けており、ボクシングを心から愛する謙虚で実直な青年。公務員という身の上であるが、特例でボクサーとしての活動を認めてもらっている模様。オーソドックスな右構えから上体の柔軟性を生かして相手のパンチをかわす、守りのボクシングが持ち味。強いパンチを持ちながらも、無理にKOを狙わない確実性に徹したスタイルだが、それは自分の意思ではなくトレーナーを務める先輩ボクサー・柳の指示によるものである。柳と因縁のある馬場の働きかけで、椿と三原のダブルタイトルマッチの前座としてリクと対戦する運びとなる。序盤から持ち前の確実性を発揮して戦況を有利に運び、決定打を出せないリクとのポイント差を徐々に広げていったが、判定勝ちの見えてきた終盤の5Rで、所沢の“声”を受けて一気に打って出てきたリクに「隠れていた闘志」を引き出され打ち合いとなり、最終6Rの終了間際にダウンを奪われ逆転TKO負けを喫する。当初は、自分のように競技としてのボクシングを楽しめていないリクのことを哀れんでいたが、打ち合いの中で彼のボクシングに対する崇高な精神を感じ取り、試合後は心から負けを認め落涙した。
柳 涼太郎（やなぎ りょうたろう）
菫ジム所属のプロボクサー。『射撃手（スナイパー）』の異名を持ち、8年前当時はOPBFライト級王者で世界王座に挑戦した経験もあるベテラン。長身長髪、抑揚のない語り口で無表情な男。目的のためには他者を利用することも厭わない非情な性格をしている。
かつては馬場拳闘ジムに所属していたが、マッチメイク力の不足に失望し、タイトル戦を目前にして大手の菫ボクシングジムに移籍、さらにはボクシング協会に馬場の指導法を「過剰な暴力である」と訴え、半年間の活動停止に追い込むなどの裏切り行為を働いた。結果として世界王座挑戦まで辿り着くものの、キング・フレディが指導するメキシカンの世界王者に3RTKO負けを喫した。こうした経緯のため馬場に隔意を抱いているが、リクの成長を見てその指導力を再評価し、馬場の元でなら世界王者になれたかもしれないと感じ始めている。
現役ボクサーでありながら、後輩の伏黒のトレーナーも兼務しており、のちに自分の指示を破ってリクに敗北した彼には冷徹な言葉を浴びせた。ライト級日本王座を賭けて三原との対戦となったが、試合直前にもかかわらず本を読んで寝そべり欠伸をするなど、余裕とも不遜ともとれる態度を見せる。試合は、気迫を前面に押し出して向かってくる三原にダウンを奪われる場面もあったものの、総合的には危なげなく勝利し、ライト級日本王者へと返り咲いた。しかし、未だ世界挑戦失敗の挫折感を払拭できずにいる。
水木 隆寛（みずき たかひろ）
日本ランク4位のプロボクサー。水木グループ社長の御曹司。リクとの対戦のためにS・ライト級OPBF暫定王者や世界有数の名トレーナーキング・フレディを雇っている。金には全く困っていないにもかかわらずボクシングをする理由をリクに聞かれた際は「買えない勝利はある」と答えており、ボクシングにはビジネス以上の想いを懸けていることがわかる。リクとの対戦では水木のファンが大勢集まり、水木のコンサート状態となった。序盤、メキシカン・ボクシング特有のすり足でリクとの距離を縮め、フレディお墨付きのボラードをリクに決める。2Rではリクにカウンターを決められるもノーガードに切り替えインファイトを強いる。圧倒的優位な状況からボディを囮としたフィニッシュブローを決めようとするが、それを予測していた馬場の指示の下でリクにカウンターを決められる。カウンターを決められてもリクを圧倒し続けたが、最終的には所沢と馬場という二人のトレーナーを持つリクに敗れた。勝利したにもかかわらずその勝利を認めきれないリクに対して「自分を讃えなければ真の勝者にはなれない」と言い残している。
劉 衛鳳（りゅう えいほう）
OPBFライト級ランキング11位の中国人ボクサー。口元にほくろがあり、中性的な容姿。兵藤会長が気に入っている選手の一人である。楓との初対面では瞳から楓を「選ばれた王者」と評しており、楓の父である秋人とは対照的に楓を評価している。劉自身も楓から「中国人さん（劉）の瞳からも懐かしさを感じたよ」と評されており、以前のリクと似た空気を漂わせている。
神代 晴司（かみしろ せいじ）
WBCライト級アジア王者で、神奈ジム所属。両親は事故死しており、身内はトレーナーでもある姉のユカリのみ。高校を中退後、タイに渡り16歳でプロデビューし、1年でWBC王者を獲得した天才肌のプロボクサー。MAGNUMが主催した特別試合では、挨拶してきたスーパーフェザーOPBF王者の小森に対しローブローを打つなど、破天荒で傲岸不遜な性格。リクは「口より先に拳が出るところが所沢に似ている」と感じられるようで好感を抱いているが、菫ボクシングジムで顔を合わせた際にはリクの闘志に反応して一方的に打ちのめした。極度のシスターコンプレックスで、姉に頭が上がらない。また性的に初心であり、女性に触れると必ず勃起してしまう。リクと同様の急所への当て勘が武器で、ユカリの指示があれば例え視界を失っても的確なコンビネーションを繰り出せる。リクと水木の試合を見て興奮し神奈ジムの人間と揉めたことが原因で、徳佐との試合では姉のユカリだけが神代陣営に付いていた。序盤瞼を切られるもユカリの指示で顎にカウンターを決める。徳佐のバッティングにより瞼からの出血が酷くなり視界が無くなるも、ユカリの的確な指示により急所へのパンチを決め続け1RTKOで徳佐を下した。

### その他の人物
芥生 春子（あざみ はるこ）
リクの母親。物語開始時点では既に家を出ており、葉桜の愛人となって薬物中毒となっていた。リクが葉桜を殺害した後に逮捕された。薬物によるフラッシュバックを起こすことがあるようで、服役中にリクが一度面会に来た際も息子への恐怖が蘇り錯乱していた。その後の動向は不明。
江原（えはら）
児童養護施設の女性職員。葉桜を殺害したリクを保護し、世話をしていたが、リクの葉桜絡みのトラブルに巻き込まれる形でヤクザにレイプされて処女を奪われ、施設を退職した。この事件はリクにとって力を求める強迫観念と性へのトラウマを植え付けることにもなった。
葵（あおい）
石蕗の恋人。『レナ』という源氏名で風俗嬢をしている。ある日、路地裏で悪酔いした男性客に乱暴されかかっていた所をリクに助けられる。その“お礼”としてリクにキスをするが、母親や江原の一件から「性」に対して強いトラウマを抱く彼に突き飛ばされてしまった。心身ともに石蕗の支えとなっている存在だが、自身の身体は生命を脅かすほどの重病に侵されている。リクとの一戦に敗れ入院した石蕗に付き添い、見舞いに訪れたリクに優しい言葉をかけ、彼を帰した後に泣き崩れた。
三原 ナズナ（みはら ナズナ）
三原雄一の妹。22歳。職業は婦人警官で、伏黒の同僚でもある。喫煙者で寡黙な性格。自分の意思があまりなく、何をするにも兄を頼りにしている。殺人容疑で逮捕された所沢のことを調べているうちに、偶然にもリクの過去を知る。その後、雄一の日本タイトルマッチの際に偶然リクと遭遇して並んで観戦することになり、リクが負傷した雄一の試合続行の手助けをした場面を目撃する。それが結果として兄のボクサー生命を奪う結果に繋がってしまったことで、殺人者への偏見も相まってリクを恨むようになる。
人付き合いが少なく浮いた話もないため、職場ではレズビアンとも噂されているがそれは事実であり、以前から好意を寄せた相手に受け入れられない鬱屈を抱えていた。引退後もボクシングとリクに関わり続けようとする兄を心配して思いつめるあまりユキを襲ってしまうが、リクと雄一を引き離させまいとして身を差し出したユキの行動に、過去の自分がレイプされそうになった情景がフラッシュバックして恐慌状態に陥り、路上に落ちていた破片で首を掻き切って自殺を図るが、リクに止められる。その後は兄がリクをサポートすることを掣肘しなくなった。
土井（どい）
馬場拳闘ジムのトレーナー。口髭を蓄えた壮年の男性。リクが試合に臨む際は、馬場とともにセコンドに付く。リクの才能と将来性を買っており、馬場の苛烈なトレーニングにより潰されてしまうのではないかと心配もしている。
雨宮（あまみや）
清掃会社の経営者で馬場の友人。ガタイの良い初老の男性。馬場の働きかけでリクを雇い、賃金と社宅を提供する。リクのストイックさに感心する一方で、彼が子供としての充実感を得ないまま大人になることを懸念している。
森本（もりもと）
雨宮が経営する清掃会社の社員でリクの先輩。長髪でカチューシャをしている。口は悪いが面倒見が良く、負傷したリクに代わって出勤したり、後援会の立ち上げにも関わっている。
兵動 秋人（ひょうどう あきと）
兵動楓の父親で兵動ジムの会長。現役時代はWBCライト級王者（8回防衛成功）にまで上り詰めた天才ボクサー。世界王座陥落後、巻き返しを図って当時のOPBF同級王者の所沢に挑んでKO負けを喫し、引退。息子の楓と同じく飄々とした佇まいで、海千山千のしたたかな人物である。現役時代の輝かしい実績もさることながら、ジム主催の興行もことごとく成功させるなど、経営者としても卓越した手腕を発揮している。出産時に妻を亡くしたことによる愛憎から、楓に対しては幼少期より虐待を繰り返していた。
神代 ユカリ（かみしろ ユカリ）
晴司の姉でトレーナー。セコンドも務める。ショートカットで筋肉質な長身。傍若無人な弟のコントロールに苦心しており、しばしば暴れる晴司を組み伏せたり、頭を下げさせたりしている。晴司ともども神奈ジムに拾われた。晴司の葬式に参列したリクに憤りをぶつけかけるが、晴司の幻に諌められ、リクの弔問を受け入れ励ました。

## 書誌情報
- 松原利光 『リクドウ』 集英社〈ヤングジャンプ・コミックス〉、全23巻
  1. 2014年9月24日発行（9月19日発売[集 1]）、ISBN 978-4-08-879883-7
  2. 2014年12月24日発行（12月19日発売[集 2]）、ISBN 978-4-08-890038-4
  3. 2015年3月24日発行（3月19日発売[集 3]）、ISBN 978-4-08-890127-5
  4. 2015年6月24日発行（6月19日発売[集 4]）、ISBN 978-4-08-890205-0
  5. 2015年9月23日発行（9月18日発売[集 5]）、ISBN 978-4-08-890256-2
  6. 2015年12月23日発行（12月18日発売[集 6]）、ISBN 978-4-08-890340-8
  7. 2016年3月23日発行（3月18日発売[集 7]）、ISBN 978-4-08-890397-2
  8. 2016年6月22日発行（6月17日発売[集 8]）、ISBN 978-4-08-890455-9
  9. 2016年9月21日発行（9月16日発売[集 9]）、ISBN 978-4-08-890492-4
  10. 2016年12月24日発行（12月19日発売[集 10]）、ISBN 978-4-08-890560-0
  11. 2017年3月22日発行（3月17日発売[集 11]）、ISBN 978-4-08-890604-1
  12. 2017年5月24日発行（5月19日発売[集 12]）、ISBN 978-4-08-890676-8
  13. 2017年8月23日発行（8月18日発売[集 13]）、ISBN 978-4-08-890727-7
  14. 2017年11月22日発行（11月17日発売[集 14]）、ISBN 978-4-08-890778-9
  15. 2018年2月24日発行（2月19日発売[集 15]）、ISBN 978-4-08-890858-8
  16. 2018年5月23日発行（5月18日発売[集 16]）、ISBN 978-4-08-891013-0
  17. 2018年7月24日発行（7月19日発売[集 17]）、ISBN 978-4-08-891083-3
  18. 2018年11月24日発行（11月19日発売[集 18]）、ISBN 978-4-08-891126-7
  19. 2019年1月23日発行（1月18日発売[集 19]）、ISBN 978-4-08-891190-8
  20. 2019年3月24日発行（3月19日発売[集 20]）、ISBN 978-4-08-891237-0
  21. 2019年5月22日発行（5月17日発売[集 21]）、ISBN 978-4-08-891271-4
  22. 2019年6月24日発行（6月19日発売[集 22]）、ISBN 978-4-08-891298-1
  23. 2019年7月24日発行（7月19日発売[集 23]）、ISBN 978-4-08-891323-0